# Melaloncha xanthocauda
Melaloncha xanthocauda är en tvåvingeart som beskrevs av Brown 2006. Melaloncha xanthocauda ingår i släktet Melaloncha och familjen puckelflugor. Inga underarter finns listade i Catalogue of Life.